# Carcharhinus
Die Gattung  Carcharhinus  ist die umfangreichste Gattung der Requiemhaie (Carcharhinidae). Sie umfasst fast 40 Arten. Die Vertreter dieser Gruppe kommen in allen Meeresgewässern der tropischen und gemäßigten Breiten vor und finden sich auch im Brackwasser, zum Beispiel vor Flussmündungen, und im Süßwasser.
Ihr wissenschaftlicher Name leitet sich aus dem Griechischen von karcharos, „scharf“ und rhis (Genitiv rhinos), „Nase“ ab. Sie sind auch Namensgeber der Familie der Requiemhaie (Carcharhinidae).

## Merkmale
Die meist zwischen einem und bis maximal etwa 4 Meter langen Carcharhinus-Arten besitzen eine Afterflosse und zwei Rückenflossen, von denen die vordere größer ist als die hintere. Die Rückenflossen sind im Regelfall sichelförmig und aufrecht stehend, bei einigen Arten können sie mehr oder weniger stark abgerundet sein. Die Brustflossen sind ebenfalls groß und sichelförmig ausgebildet, eine Ausnahme bildet hierbei der Weißspitzen-Hochseehai mit seinen sehr großen, flügelartigen und stark abgerundeten Flossen. Der Beginn der ersten Rückenflosse liegt bei den meisten Arten über den Brustflossen oder unmittelbar hinter dem Ende der freien Innenkante der Brustflossen. Ein artspezifischer Interdorsalkamm kann vorhanden sein. Die Analflosse ist meistens etwa so groß oder etwas größer als die zweite Rückenflosse. Die Schwanzflosse besitzt einen vergleichsweise kleinen unteren und einen sehr großen oberen Lobus.
Die Rückenfarbe ist bei den meisten Arten grau bis grau-braun, seltener auch bronzefarben oder bläulich. Der Bauch kann die gleiche Farbe wie der Rücken aufweisen oder deutlich heller bis weiß sein. Bei vielen Arten zeigen die Flossenspitzen eine arttypische schwarze oder weiße Färbung, zudem können Zeichnungsmuster an den Flanken der Tiere auftreten.
Die Schnauze ist lang und breit abgeflacht oder zugespitzt. Sie zeichnen sich zudem durch fünf Kiemenspalten, rundliche Augen mit Nickhaut und klingenartige einspitzige Zähne aus. Von den anderen Gattungen dieser Familie unterscheiden sie sich dadurch, dass sie kein Spritzloch besitzen und bei ihnen die Schneiden der Oberkieferzähne und (mit wenigen Ausnahmen) die des Unterkiefers immer gezähnt sind. Weitere Merkmale betreffen die Anordnung und Größe der Flossen in Relation zueinander.

## Verbreitung und Lebensraum

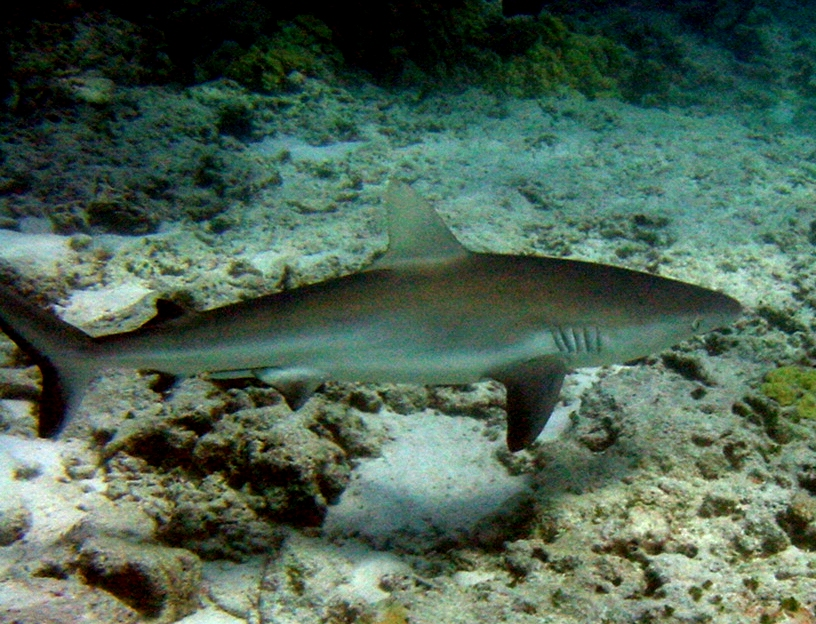
Galapagoshai (Carcharhinus galapagensis)

Die Arten der Gattung Carcharhinus kommen weltweit in allen gemäßigten bis tropischen Meeresgebieten vor. Dabei gibt es eine Reihe von Arten, die nur in eng begrenzten Küstengebieten anzutreffen sind wie etwa der Australische Schwarzspitzenhai (C. tilstoni) und weitere Arten der australischen Küsten oder der Karibische Riffhai (C. perezi) im Bereich der Karibik; von einigen Arten existieren zudem nur sehr wenige Belegexemplare wie etwa vom Pondicherryhai (C. hemiodon), von dem nur 20 Exemplare bekannt sind. Daneben existieren es eine Reihe von kosmopolitischen Arten, die in fast allen Meeresgebieten mit Ausnahme der Polarmeere anzutreffen sind, darunter etwa der Weißspitzen-Hochseehai (C. longimanus) und der Seidenhai (C. falciformis).
Die meisten Arten leben zudem im Bereich der Küsten, der Riffgebiete und des Kontinentalschelfs und dringen nicht weit in das Pelagial vor. Einige Arten kommen bis in die Buchten von Süßwasserflüssen vor, allerdings dringt nur der Bullenhai (C. leucas) regelmäßig in große Flusssysteme Asiens oder Afrikas ein. Echte Süßwasserhaie wie die Flusshaie (Gattung Glyphis) gibt es dagegen in dieser Gattung nicht. Ausgesprochene Hochseearten sind ausschließlich der Weißspitzen-Hochseehai und der Seidenhai.
Im Mittelmeer sind zehn Arten der Gattung mehr oder weniger regelmäßig anzutreffen. Einige dieser Arten sind Gelegenheitsgäste, die über die Straße von Gibraltar oder den Suezkanal eindringen. Andere Arten leben dauerhaft im Mittelmeer und bringen hier auch ihre Jungen zur Welt.

## Lebensweise
Carcharhinus-Arten sind in der Regel sehr aktive und mit geringem bis moderatem Tempo schwimmende Haiarten. Sie sind tag- und nachtaktiv und halten sich artspezifisch vor allem tagsüber in der Nähe der Wasseroberfläche auf. Im Regelfall handelt es sich um Einzelgänger, die sich jedoch zur Jagd auch in kleineren oder größeren Gruppen zusammenfinden können.

### Ernährung

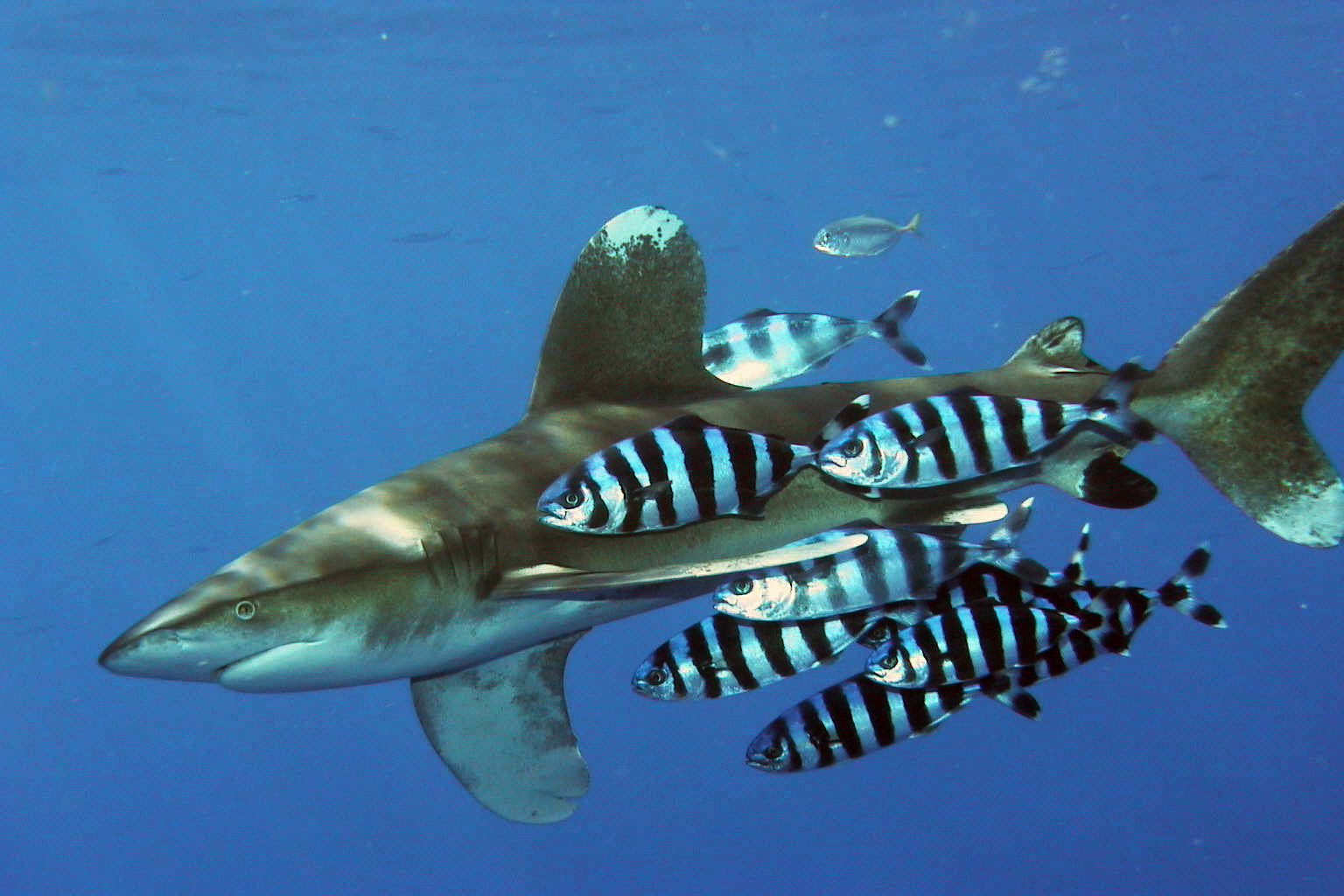
Weißspitzen-Hochseehai (Carcharhinus longimanus) begleitet von Lotsenfischen (Naucrates ductor)

Carcharhinus-Arten sind wie alle Requiemhaie starke Schwimmer und ernähren sich räuberisch von verschiedenen Fischen, darunter anderen Haien, Tintenfischen, Krebstieren, Schildkröten und Meeressäugern wie Robben sowie gelegentlich von Seevögeln. Ausgesprochene Nahrungsspezialisten gibt es dabei nicht, das artspezifische Nahrungsspektrum hängt vor allem von der Größe und der Meeresregion sowie davon ab, ob die Tiere im Freiwasser oder am Grund jagen.
Insbesondere die großen Haie wie der Weißspitzen-Hochseehai, der Blauhai und der Seidenhai, aber auch Haie anderer Gattungen wie der Tigerhai (Galeocerdo cuvier) oder auch der Weiße Hai (Carcharodon carcharias), sind in der Auswahl der Beutetiere nicht wählerisch und attackieren auf der Jagd alle der Größe nach passenden möglichen Beutetiere (opportunistischer Räuber). Die breite Nahrungspalette ermöglicht es diesen Arten, mit fast jedem marinen Habitat zurechtzukommen. Entsprechend können sie allerdings auch für Schwimmer und Taucher potentiell gefährlich werden, da sie auch diese als Beute betrachten.

### Fortpflanzung

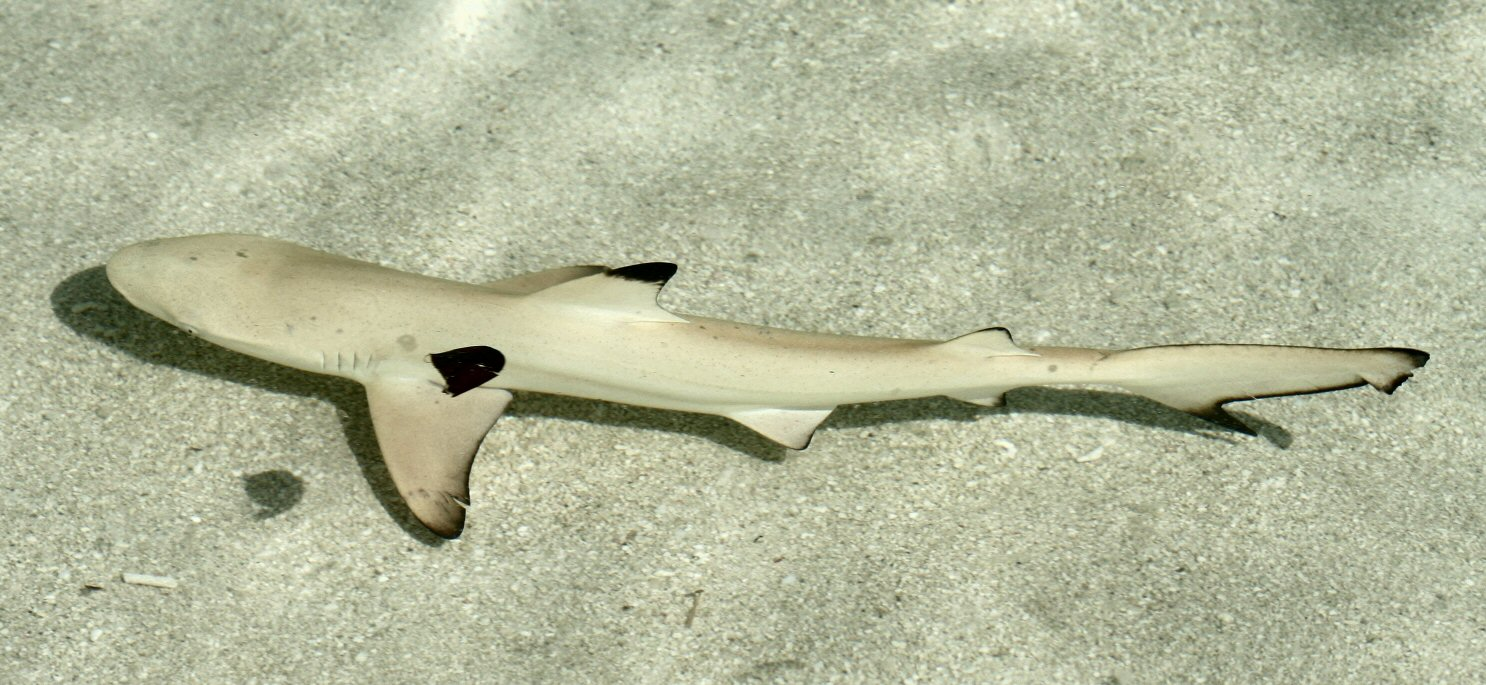
Junger Schwarzspitzen-Riffhai am Strand

Die Arten der Gattung sind lebendgebärend und bilden eine Dottersack-Plazenta aus (plazental vivipar). Die Weibchen bringen artabhängig und abhängig von der Größe der Mutter zwischen einem und etwa 15 Jungtiere zur Welt. Die Tragzeiten unterscheiden sich dabei je nach Art, Region und Population und können zwischen 9 und 24 Monaten liegen. Die Geschlechtsreife erreichen die sehr langsam wachsenden Tiere bei einer Länge, die je nach Art bei etwa einem bis zwei Metern liegt, wobei die geschlechtsreifen Weibchen meist etwas länger und älter sind.

## Systematik
Man unterscheidet in der Gattung insgesamt 38 Arten. Die Unterscheidung der Arten ist dabei häufig sehr schwierig, da sich die Hauptbestimmungsmerkmale wie etwa die relativen Körperproportionen und die Form der Placoidschuppen im Laufe der Ontogenese verändern. Außerdem kommt bei einigen Arten ein deutlicher Geschlechtsdimorphismus bezüglich der Färbung und der Zahnformen vor. Ein wichtiges Unterscheidungsmerkmal ist auch die Anzahl der Rückenwirbel, wodurch eine eindeutige Bestimmung zur Unterscheidung von äußerlich sehr ähnlichen Arten nur durch eine Kombination äußerer und innerer Merkmale möglich ist. Häufig hilft das regionale Auftreten oder das Verhalten der Tiere bei der Bestimmung.
Die ehemals als eigene Gattung geführten Nachthaie (ehemals Gattung Hypoprion) werden heute dieser Gattung zugeordnet. Die Gattung Carcharhinus enthält folgende 38 Arten:

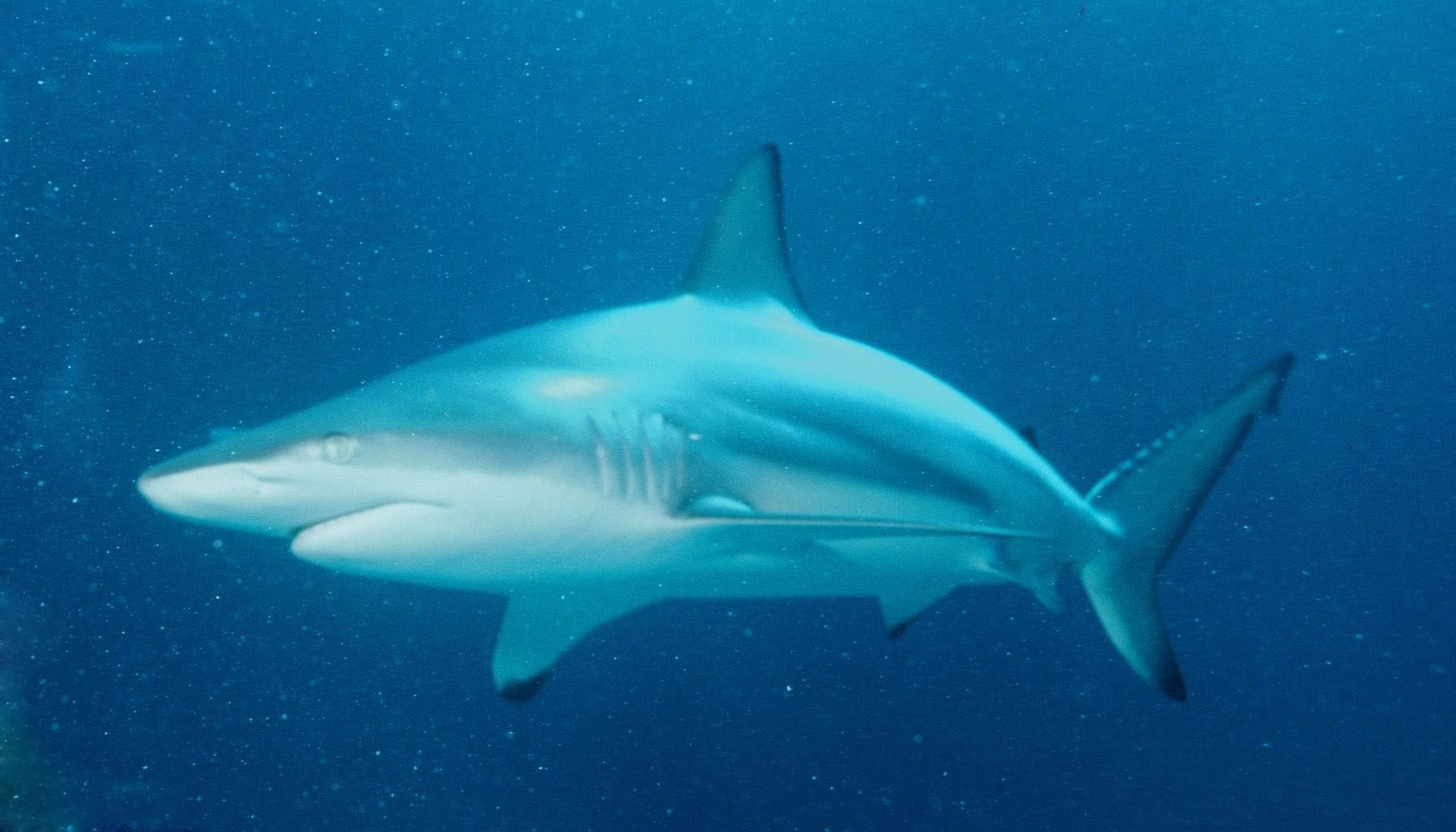
Kleiner Schwarzspitzenhai (Carcharhinus limbatus)

- Schwarznasenhai (Carcharhinus acronotus (Poey, 1860))
- Silberspitzenhai (Carcharhinus albimarginatus (Rüppell, 1837))
- Großnasenhai (Carcharhinus altimus (Springer, 1950))
- Graziler Hai (Carcharhinus amblyrhynchoides (Whitley, 1934))
- Grauer Riffhai (Carcharhinus amblyrhynchos (Bleeker, 1856))
- Schweinsaugenhai oder Javahai (Carcharhinus amboinensis (Müller & Henle, 1839))
- Borneohai (Carcharhinus borneensis (Bleeker, 1858))
- Bronzehai (Carcharhinus brachyurus (Günther, 1870))
- Großer Schwarzspitzenhai (Carcharhinus brevipinna (Müller & Henle, 1839))
- Nervöser Hai (Carcharhinus cautus (Whitley, 1945))
- Pazifischer Zwerghai (Carcharhinus cerdale Gilbert, 1898)
- Carcharhinus coatesi (Whitley, 1939)[2]
- Weißwangenhai (Carcharhinus dussumieri (Müller & Henle, 1839))
- Seidenhai (Carcharhinus falciformis (Müller & Henle, 1839))
- Walbuchthai (Carcharhinus fitzroyensis (Whitley, 1943))
- Galapagoshai (Carcharhinus galapagensis (Snodgrass & Heller, 1905))
- Blauhai (Carcharhinus glaucus (Linnaeus, 1758))[3]
- Pondicherryhai (Carcharhinus hemiodon (Müller & Henle, 1839))
- Carcharhinus humani White & Weigmann, 2014[4]
- Feinzahnhai (Carcharhinus isodon (Müller & Henle, 1839))
- Glattzahn-Schwarzspitzenhai (Carcharhinus leiodon Garrick, 1985)
- Bullenhai oder Stierhai (Carcharhinus leucas (Müller & Henle, 1839))
- Kleiner Schwarzspitzenhai (Carcharhinus limbatus (Müller & Henle, 1839))
- Weißspitzen-Hochseehai (Carcharhinus longimanus (Poey, 1861))
- Hartnasenhai (Carcharhinus macloti (Müller & Henle, 1839))
- Carcharhinus macrops Liu, 1983
- Schwarzspitzen-Riffhai (Carcharhinus melanopterus (Quoy & Gaimard, 1824))
- Schwarzhai oder Düsterer Hai (Carcharhinus obscurus (Lesueur, 1818))
- Carcharhinus obsoletus White, Kyne & Harris, 2019[5]
- Dolchnasenhai (Carcharhinus oxyrhynchus (Müller & Henle, 1839))[3]
- Karibischer Riffhai (Carcharhinus perezii (Poey, 1876))
- Sandbankhai (Carcharhinus plumbeus (Nardo, 1827))
- Atlantischer Zwerghai (Carcharhinus porosus (Ranzani, 1839))
- Schwarzfleckhai (Carcharhinus sealei (Pietschmann, 1913))
- Atlantischer Nachthai (Carcharhinus signatus (Poey, 1868))
- Fleckzahnhai oder Sorrahhai (Carcharhinus sorrah (Müller & Henle, 1839))
- Australischer Schwarzspitzenhai (Carcharhinus tilstoni (Whitley, 1950))
- Carcharhinus tjutjot (Bleeker, 1852)[2]

Die Gattung Carcharhinus ist möglicherweise paraphyletisch in Bezug auf den Weißspitzen-Riffhai (Triaenodon obesus), müsste diesen also einschließen.

## Menschen undCarcharhinus-Arten

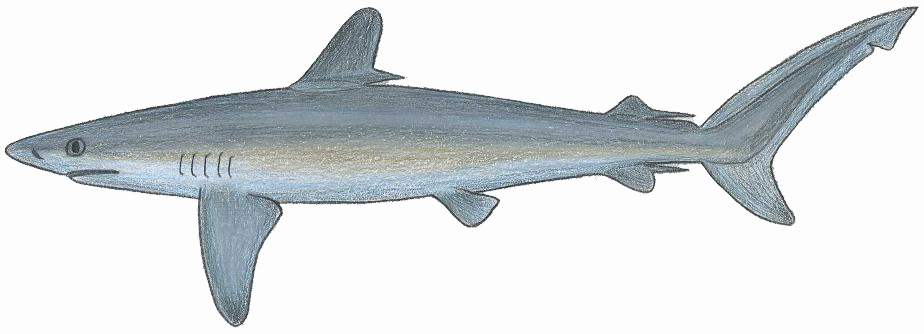
Seidenhai (Carcharhinus falciformis)

Innerhalb der Gattung Carcharhinus befinden sich eine Reihe von sehr großen Haiarten, die zudem regelmäßig in Küstengebieten anzutreffen sind. Entsprechend werden viele der Arten als potenziell gefährlich für den Menschen eingestuft, darunter vor allem der Seidenhai, der Bullenhai und der Weißspitzen-Hochseehai. Es gibt eine Reihe dokumentierter Fällen von Angriffen auf Schwimmer, Taucher und Boote durch diese Arten sowie weitere, bei denen sie als Angreifer vermutet werden.
Viele Carcharhinus-Arten stehen allerdings auf der Rote Liste der bedrohten Arten der IUCN als bedrohte bis stark gefährdete Arten. Als Gefährdungsursachen werden der hohe Druck durch die Fischerei in einem großen Teil der Verbreitungsgebiete der Haie angegeben. Sie werden dabei vor allem als Beifang bei der Hochseefischerei mit Langleinen und Schleppnetzen gefangen. Die großen Flossen der Hochseearten sind zudem sehr begehrt als Basis der bekannten Haifischflossensuppe, die Kadaver werden nach der Entfernung entsorgt. Aufgrund der sehr ungenauen Daten zur Hochseefischerei liegen kaum konkrete Fangzahlen oder Angaben zu Populationsgrößen und -veränderungen vor.

## Belege
1. ↑  Alessandro de Maddalena, Harald Bänsch: Haie im Mittelmeer. Kosmos, Stuttgart 2005, ISBN 3-440-10458-3, S. 2007, Exkurs Opportunistischer Räuber im Artporträt Tigerhai.
2. 1 2  
William T. White: A redescription of Carcharhinus dussumieri and C. sealei, with resurrection of C. coatesi and C. tjutjot as valid species (Chondrichthyes: Carcharhinidae). In: Zootaxa. Band 3241, 2012, S. 1–34, doi:10.11646/zootaxa.3241.1.1 (englisch).
3. 1 2 3  
Luis Fernando da Silva, Rodrigues-Filho, Paula da Costa Nogueira, Davidson Sodré, José Rafael da Silva Leal, Jorge Luiz Silva Nunes, Getulio Rincon, Rosangela Paula Teixeira Lessa, Iracilda Sampaio, Marcelo Vallinoto, Jonathan S. Ready, João Bráullio Luna Sales: Evolutionary History and Taxonomic Reclassification of the Critically Endangered Daggernose Shark, a Species Endemic to the Western Atlantic. In: Journal of Zoological Systematics and Evolutionary Research. 2023, 4798805, doi:10.1155/2023/4798805 (englisch, 16 Seiten).
4. ↑  
William T. White, Simon Weigmann: Carcharhinus humani sp. nov., a new whaler shark (Carcharhiniformes: Carcharhinidae) from the western Indian Ocean. In: Zootaxa. Band 3821, Nr. 1, 2014, S. 71–87, doi:10.11646/zootaxa.3821.1.5 (englisch).
5. ↑  
William T. White, Peter M. Kyne, Mark Harris: Lost before Found: A New Species of Whaler Shark Carcharhinus obsolerus from the Western Central Pacific known only from Historic Records. In: PLoS ONE. Band 14, Nr. 1, 2019, S. e0209387, doi:10.1371/journal.pone.0209387 (englisch).
6. ↑  Mine Dosay-Akbulut: The phylogenetic relationship within the genus Carcharhinus. In: Comptes Rendus Biologies. Band 331, 2008, S. 500–509, doi:10.1016/j.crvi.2008.04.001 (englisch).
7. ↑  Vasiliki Kousteni, Sofia Mazzoleni, Katerina Vasileiadou, Michail Rovatsos: Complete Mitochondrial DNA Genome of Nine Species of Sharks and Rays and Their Phylogenetic Placement among Modern Elasmobranchs. In: Genes. Band 12, 2021, S. 324, doi:10.3390/genes12030324 (englisch).